# هيلين وود
هيلين وود (بالفرنسية: Helen Wood)‏ (و. 1917 – 1988 م) هي ممثلة، من الولايات المتحدة الأمريكية، ولدت في كلاركسفيل، توفيت في بربانك، كاليفورنيا، عن عمر يناهز 71 عاماً.

## جوائز
حصلت على جوائز منها:
- جائزة المسرح العالمي (1952).[3]

## وصلات خارجية
- هيلين وود على موقع IMDb (الإنجليزية)
- هيلين وود على موقع روتن توميتوز (الإنجليزية)
- هيلين وود على موقع أول موفي (الإنجليزية)
- هيلين وود على موقع قاعدة بيانات الفيلم (الإنجليزية)
- هيلين وود على موقع كينوبويسك (الروسية)
- هيلين وود على موقع كينوبويسك (الروسية)